# Zhenjiang (Shaoguan)

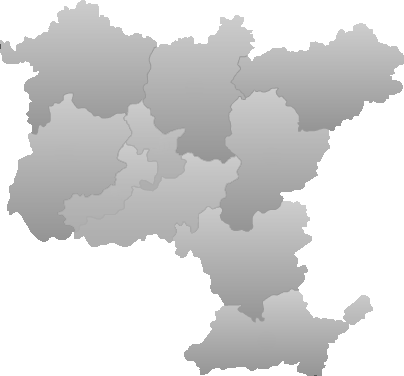
Lage des Stadtbezirks Zhenjiang im Gebiet der bezirksfreien Stadt Shaoguan

Der Stadtbezirk Zhenjiang (chinesisch 湞江區 / 浈江区, Pinyin Zhēnjiāng Qū) ist ein Stadtbezirk der bezirksfreien Stadt Shaoguan im Norden der chinesischen Provinz Guangdong. Er hat eine Fläche von 572,1 km² und zählt 364.319 Einwohner (Stand: Zensus 2020). Er ist Zentrum und Sitz der Stadtregierung von Shaoguan.

## Administrative Gliederung
Auf Gemeindeebene setzt sich der Stadtbezirk aus fünf Straßenvierteln, zwei Dienststellen (banshichu) und fünf Großgemeinden zusammen. 